# António Rosa Coutinho
Pour les articles homonymes, voir Coutinho.
António Alva Rosa Coutinho Cav A • Com IH (Lisbonne, 14 février 1926 - 2 juin 2010) était un amiral et homme politique portugais de la deuxième moitié du XXe siècle,.

## Biographie
Officier de la Marine portugaise, il a passé une grande partie de sa carrière à bord (et, à partir d'une certaine époque, a commandé) — de navires océanographiques. Dans les années 1960, il fut capturé et emprisonné pendant plusieurs par des guérilleros du Front national de libération de l'Angola (FNLA) lors d'une mission de patrouille et de reconnaissance dans le fleuve Zaïre.
Lors de la Révolution des œillets, il était capitão de fragata et fut un des éléments de l'armée désignés pour intégrer la junte de salut national (JSN); c'est de cette époque que date sa promotion au grade de vice-amiral. Lors des premiers mois du nouveau régime ses activités restèrent discrètes; il coordonna le service d'extinction de la PIDE-DGS et de la  Légion portugaise.
Fin juillet, après la démission du dernier gouverneur-général d'Angola, le Général Silvino Silvério Marques, Rosa Coutinho a été appelé à le remplacer, en tant que président de la Junte gouvernante d'Angola. Confirmé dans ses fonctions de membre de la junte de salut national, après les évènements du 28 septembre 1974, il est nommé Haut-commissaire en Angola à partir du mois d'octobre, Rosa Coutinho est resté sur le territoire jusqu'à la signature des accords d'Alvor (janvier 1975), entre l’État portugais et les trois mouvements de libération - FNLA, MPLA et UNITA. Son action en Angola a été saluée en Angola a été favorable au MPLA. Il a défendu l'intégrité territoriale de l'Angola contre le séparatisme de Cabinda soutenu par le Zaïre.
Sa proximité avec le Parti communiste portugais (PCP) lui valut le surnom d'« amiral rouge ».